# Greenwell-Gletscher
Der Greenwell-Gletscher ist ein großer, etwa 72 km langer Gletscher im ostantarktischen Viktorialand. Er fließt in nordwestlicher Richtung zwischen der Mirabito Range und der Everett Range zum Lillie-Gletscher, den er unterhalb des Mount Works erreicht.
Kartografisch erfasst wurde er durch Vermessungsarbeiten des United States Geological Survey und mithilfe von Luftaufnahmen der United States Navy zwischen 1960 und 1963. Das Advisory Committee on Antarctic Names benannte ihn 1964 nach Martin D. Greenwell (1917–2003) von der US Navy, Kommandeur der antarktischen Fliegerstaffel VX-6 von 1961 bis 1962.